# ガルガンチュワとパンタグリュエル

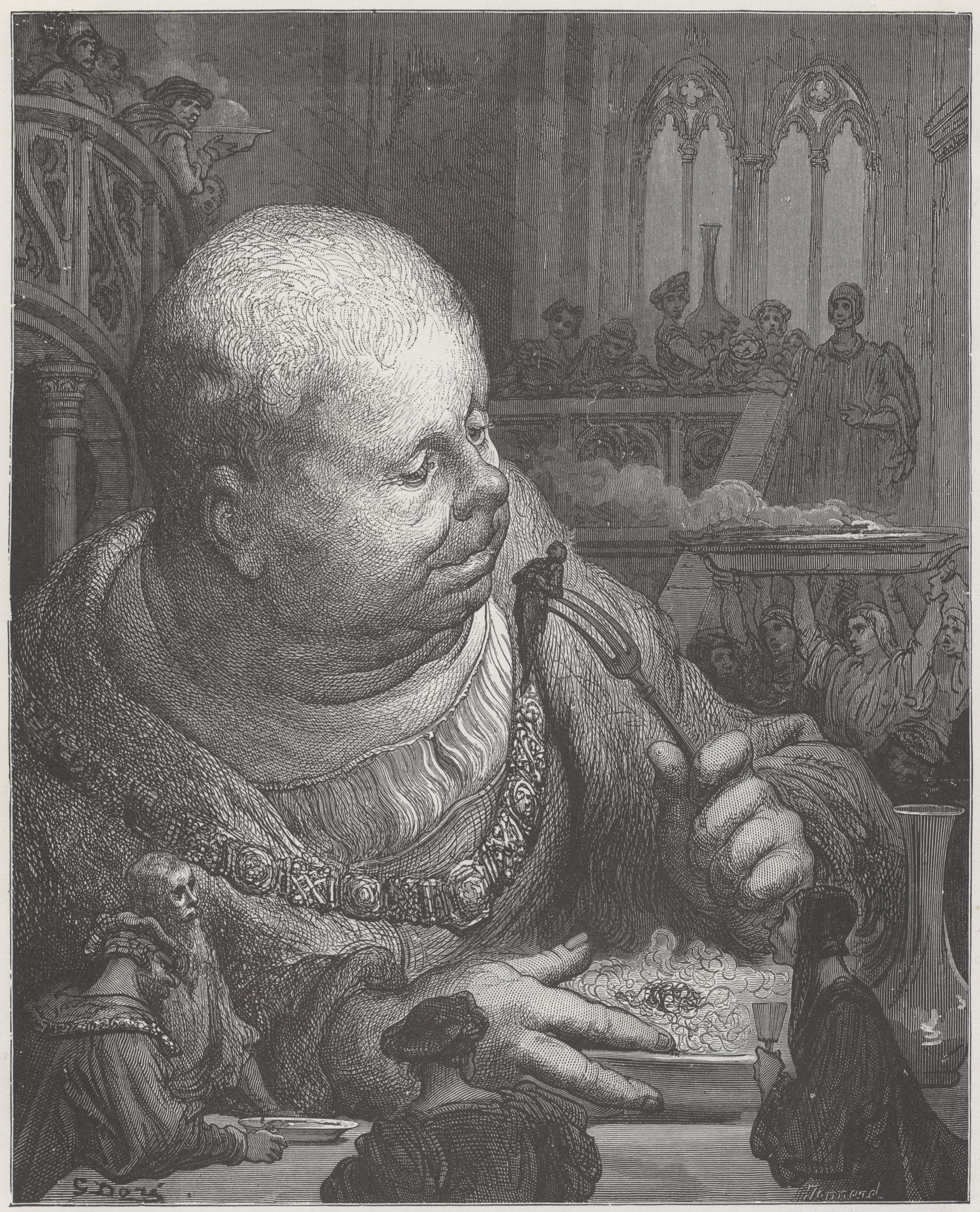
ドレの挿画、サラダと一緒に旅人を食べるパンタグリュエル

『ガルガンチュワとパンタグリュエル』（ガルガンテュアとパンタグリュエル、Gargantua, Pantagruel）は、フランソワ・ラブレー（François Rabelais）による大著の物語。
ラブレーは、フランス・ルネサンス期の人文主義者として『ガルガンチュワ物語』と『パンタグリュエル物語』を著した。
ガルガンチュワ（ガルガンチュア、ガルガンテュアとも）、パンタグリュエルという巨人の一族を巡る物語である。第二之書・第一之書はアルコフリバス・ナジエ（Alcofribas Nasier）という筆名（ラブレーのアナグラム）で、第三之書以降は本名で刊行した。1532-1552年に4巻までが出版された。ラブレー没後に第5巻が刊行されたが、偽書説もある。
『ガルガンチュワ物語』の方が執筆・出版とも後だが、内容的にみて「第一之書」と呼び、『パンタグリュエル物語』を「第二之書」と呼ぶ。

## 概要

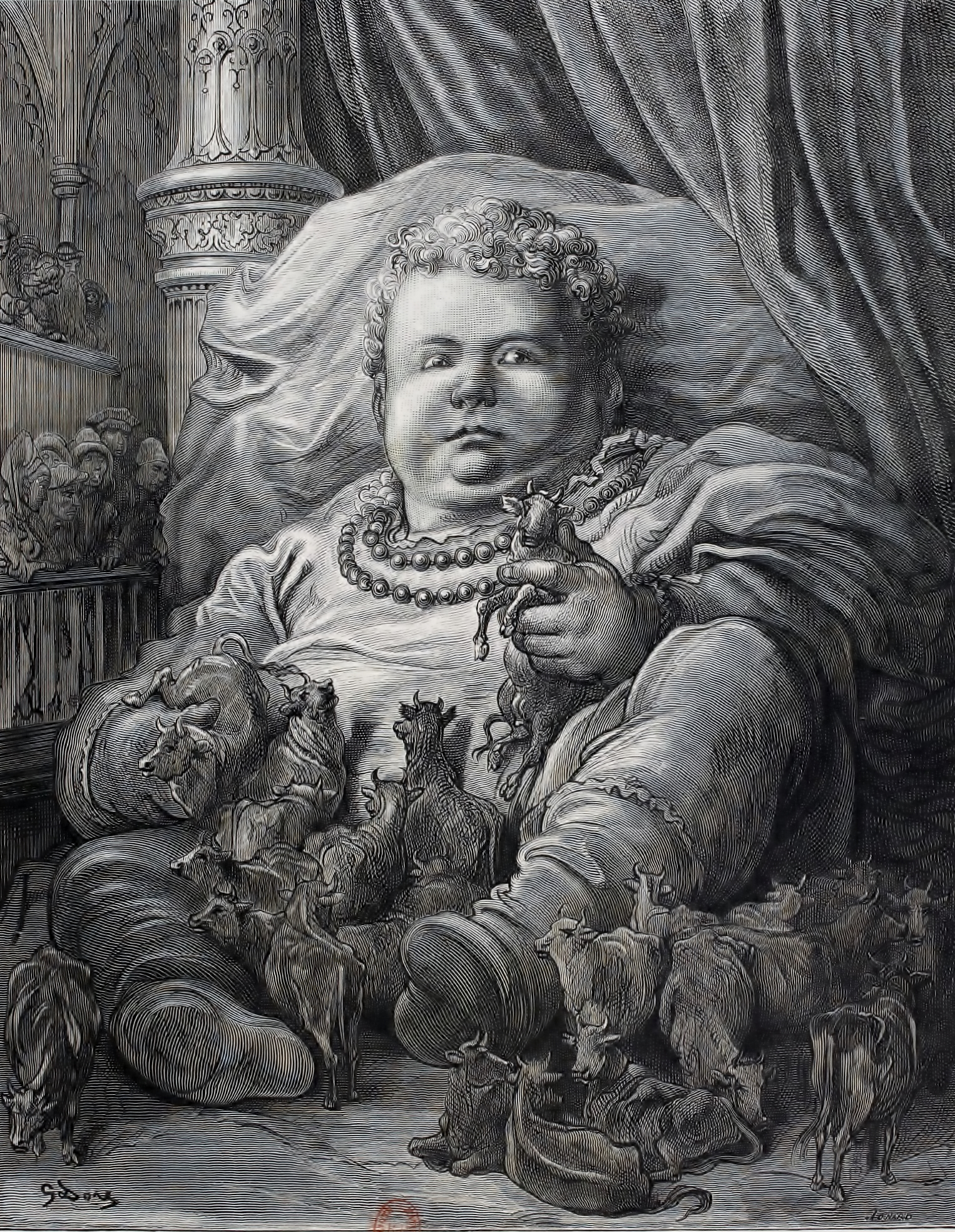
ドレの挿絵、4,600頭の牛のミルクを飲むパンタグリュエル

『パンタグリュエル物語』（第二之書）
Horribles et épouvantables Faits et Prouesses du très renommé Pantagruel
1532年（？）出版。当時ベストセラーになっていた著者不明の『ガルガンチュワ年代記』（1532年）をヒントに書いたもの。パンタグリュエルは元々中世の聖史劇に登場する小悪魔であったが、これをガルガンチュワの子供という設定にした。
巨人パンタグリュエルの出生から始まる。パンタグリュエルはポワチエ、オルレアン、パリなどで学業を積み、困難な訴訟を解決するなどして名声を得る。ある日、パニュルジュという奇妙な男に出会い、家臣にする。パニュルジュはトルコ人に捕まって火あぶりにされたが、かろうじて逃げてきたのだった。ディプソード人がユートピア国に侵入したと聞き、パンタグリュエルと家臣たち一行は征伐に出かける。
『ガルガンチュワ物語』（第一之書）
La vie très horrifique du grand Gargantua, père de Pantagruel（パンタグリュエルの父、ガルガンチュワのおそろしい生涯）
1534年（1535年?）出版。
ガルガンチュワの出生、少年時代から始まる。隣国の暴君ピクロコール王と戦争になるが、修道士ジャンの大活躍で勝利を収める。ジャンの希望で建てられたのが、「テレームの僧院」である。
「テレームの僧院」を描いた部分は一種のユートピア物語になっている。僧院には教養豊かな男女のみが入ることができ、唯一の規律は「汝の欲するところを行え」であった。
『第三之書』
Le Tiers Livre des faicts et dicts héroïques du noble Pantagruel
1546年出版。前書の刊行から10年以上経っており、風刺の内容も韜晦になっている。
家臣パニュルジュの結婚問題をきっかけに「コキュ（妻を寝取られた夫）にならないために」を巡ってプラトン対話篇ばりの議論が繰り広げられる。パンタグリュエル一行は答えを求めて各地の知者を訪ねてまわる。
『第四之書』
Le Quart Livre des faicts et dicts héroïques du bon Pantagruel
1548年に途中の章までの不完全版を出版、1552年に完全版出版。
「徳利明神」を尋ねてパンタグリュエル一行が航海に出る。
『第五之書』
Le Cinquième et dernier Livre des faicts et dicts héroïques du noble Pantagruel
1564年出版。ラブレーの死（1553年）の後に刊行されたもので、偽書とも、ラブレーの遺稿をもとにして別人が加筆したのではないかとも言われる。
内容は航海記の続き。

## 評価・影響
既存の権威を風刺する内容であったため、1543年、パリ大学により禁書目録に掲載された。

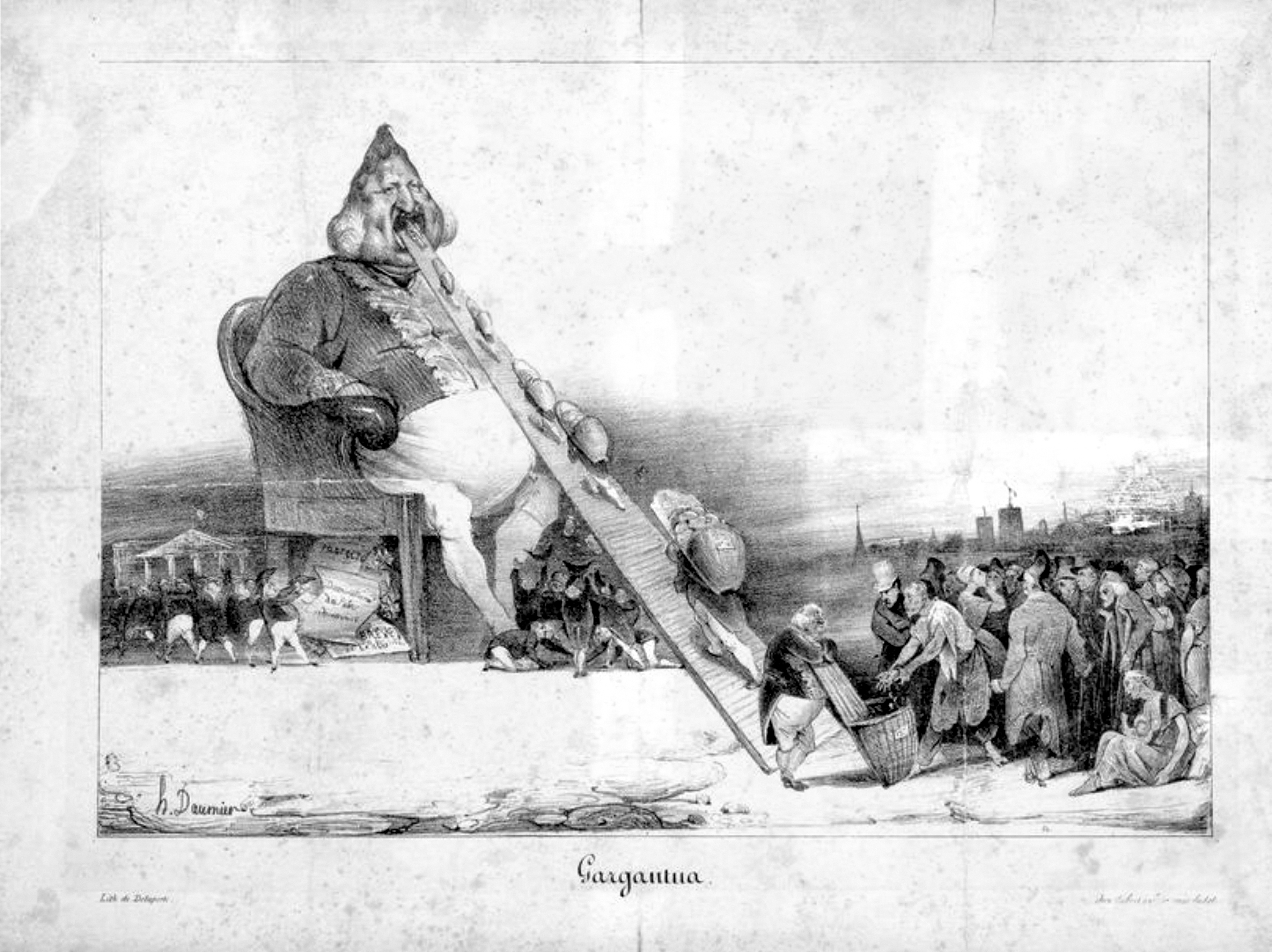
オノレ・ドーミエの風刺画、ガルガンチュア (1831年)

1831年、『ガルガンチュア』は、フランスの画家オノレ・ドーミエ (1808-1879) によって、フランス国王ルイ・フィリップの風刺画の題材にされた。
玉座に座る国王が貧しい市民から金を吸い上げる様子を、メタファーとして描いている。
この金権腐敗を風刺したリトグラフは、政府の検閲が入り、掲載した新聞は即座に発行が中止された。新聞の発行責任者シャルル・フィリポンとドーミエは、1832年2月に裁判を受け、国王を侮辱した罪で禁固6か月、罰金300フランの刑に処せられた。

## 日本語訳
- 渡辺一夫[4]訳 『ガルガンチュワとパンタグリュエル』 白水社 全5巻、1943 - 1965年、新装復刊1995年。旧仮名表記
  - 『ガルガンチュワ物語／パンタグリュエル物語』岩波書店〈岩波文庫〉[5]全5巻、1974 - 1975年、改版2012年。改訳版（電子書籍も刊）
- 宮下志朗[6]訳『ガルガンチュアとパンタグリュエル』 筑摩書房〈ちくま文庫〉全5巻、2005 - 2012年（電子書籍も刊）